# BMTS Technology
Die BMTS Technology GmbH & Co. KG (ehemals Bosch Mahle Turbo Systems GmbH & Co. KG) entwickelt und fertigt Abgasturbolader für Pkw, leichte Nutzfahrzeuge und Off-Highway-Anwendungen.

## Hintergrund
BMTS wurde 2008 unter dem Namen „Bosch Mahle Turbo Systems“ als Gemeinschaftsunternehmen von Bosch und Mahle gegründet.
Im März 2018 verkauften die beiden bisherigen Eigentümer das Unternehmen an FountainVest Partners mit Sitz in Hongkong, seitdem firmiert es unter dem Namen BMTS Technology.
Das Unternehmen hatte 2018 rund 1.300 Mitarbeiter und ist weltweit vertreten mit Standorten in Stuttgart (Innovation-Center), St. Michael (Europäisches Hauptwerk für Serienfertigung), Novi Sad (Produktion), Plymouth (Vertrieb und Entwicklung), Ramos Arizpe (Produktion), Shanghai (Produktion, Entwicklung, Vertrieb), Jinan (Produktion) und Dongying.
Das Geschäft wird von Weidong Xu geleitet.